# Sid Meier's Pirates! (videogioco 2004)
Sid Meier's Pirates!, sottotitolato Live the Life in alcune versioni, è un videogioco sviluppato dalla Firaxis Games per sistemi Microsoft Windows nel 2004 e convertito per diverse altre piattaforme. Il videogioco è basato sull'originale Sid Meier's Pirates! del 1987.
I diritti di Pirates! sono tuttora posseduti dalla Firaxis Games, la compagnia di Sid Meier. A novembre del 2004, La Firaxis decise di pubblicare un remake migliorato del gioco per Windows, che fu pubblicato dall'Atari. Il gameplay generale è rimasto simile al gioco originale, però è stato notevolmente migliorato con l'introduzione di un motore 3D, migliorando così la qualità grafica. Alcuni elementi, come l'avvistamento, sono stati rimossi, ma figurano aggiunte originali come la fase del ballo. Infatti, una volta presentato a una dama, il nostro pirata dovrà esibirsi in un ballo per conquistare il cuore della dama. Oltre a ciò è stato incluso un sistema di combattimento migliorato. La versione per L'Xbox è stata pubblicata l'11 giugno 2005, mentre quella per PlayStation Portable nel gennaio del 2007. Le due versioni per console sono simili a quanto già apparso su PC. Per via del sistema di controllo semplificato, si assiste a sequenze arcade di minor complessità e basate su di una interfaccia più immediata sia nella versione Xbox che PlayStation Portable.

## Trama
Il giocatore sarà invitato a scegliere un nome da attribuire al suo personaggio, mostrato come un ragazzo castano e giovane, con i capelli legati.
La famiglia del protagonista (allora solo un bambino) viene interrotta durante una celebrazione da un malvagio Marchese, creditore dello stesso nucleo familiare, il quale esige il pagamento del debito. 
Tutti, tranne il protagonista, vengono imprigionati e portati via.
L'avventura inizia circa 10 anni dopo, quando il personaggio, oramai adulto, va in cerca di fortuna al porto.
Nel prologo il Capitano della nave maltratta il protagonista, istigando da parte sua un ammutinamento. Prenderà così il controllo della nave e, da allora, partirà in proprio alla ricerca della sua famiglia.

## Modalità di gioco
Si dovrà scegliere l'arruolamento tra quattro diverse flotte (che non condizioneranno comunque l'andamento del gioco). Il prologo sarà lo stesso, qualsiasi nazionalità si andrà a selezionare.
- I Francesi
- Gli Inglesi
- Gli Olandesi
- Gli Spagnoli

Vi sono degli obiettivi principali, come trovare dei boss (quali Baron Raymondo) che hanno informazioni sulla famiglia. Entreremo in possesso delle notizie sconfiggendo i boss. Potremo inoltre visitare città e porti, colonie, insediamenti nativi, missioni gesuite. Sarà possibile attaccare qualsiasi vascello si presenti sulla nostra strada e appropriarsi del suo bottino, arruolare membri per l'equipaggio, dividere il denaro (per evitare ammutinamenti), conquistare città e nominarne un nuovo Governatore (questo permetterà una scalata sociale molto rapida). Sarà possibile, inoltre, essere catturati e imprigionati, intraprendere relazioni con le figlie (poco attraenti, attraenti, belle) dei Governatori, ricercare criminali.
È disponibile anche una "Top Ten" dei Pirati più temibili, alla quale si potrà accedere sconfiggendoli e prendendone il posto. Attaccando ripetutamente una nazione, vi sarà la possibilità che le roccaforti della stessa vi bombardino appena sarete troppo vicini all'attracco.